# Sedjerara
Sedjerara (em árabe: سجرارة) é uma cidade e comuna localizada na província de Mascara, Argélia. Segundo o censo de 2008, a população total da cidade era de 8 549 habitantes.